# 84200 Robertmoore
84200 Robertmoore este un asteroid din centura principală de asteroizi.

## Descriere
84200 Robertmoore este un asteroid din centura principală de asteroizi. A fost descoperit pe 8 septembrie 2002 la Haleakala în cadrul programului NEAT. Asteroidul prezintă o orbită caracterizată de o semiaxă mare de 3,21 ua, o excentricitate de 0,08 și o înclinație de 8,0° în raport cu ecliptica.